# Mohammad Shams

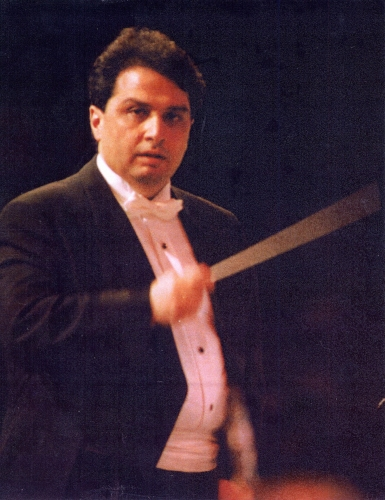
Mohammad Shams (1997).

Mohammad Shams (en persan : محمد شمس) est un compositeur et chef d'orchestre iranien, né le 7 décembre 1954 à Téhéran.
Chef d'orchestre émérite, Mohammad Shams a dirigé l'ensemble philharmonique de la radio-télévision nationale iranienne en 1980.
Musicien créatif et talentueux, Mohammad Shams est né dans une famille de musiciens. II a composé jusqu'à présent plus de 650 partitions de musique traditionnelle, classique et moderne. Malgré les difficultés variées que doit endurer un artiste en exil, Mohammad Shams a été en mesure d'introduire la musique persane dans les évènements internationaux, notamment lors du festival international de Londres, au Royaume-Uni.
Mohammad Shams a écrit de nombreuses œuvres spécialement pour Marzieh, œuvres qui ont connu un immense succès en Iran grâce à l'interprétation par cette diva de la musique persane. L'œuvre la plus récente Meslé Jangal est un chef-d'œuvre de la musique persane contemporaine.
Ce qui frappe chez Mohammad Shams, c'est sa puissance créatrice et son attachement à la poésie et aux sources de la musique savante persane. Il possède un style ample et précis, attentif à la sonorité, aux contrastes et à la matière orchestrale porteuse d'expression.
En ce qui concerne la musique persane, Mohammad Shams la définit de la façon suivante :
" Pour moi, la musique doit être porteuse d'amour, d'harmonie, de plaisir, de bonheur, mais surtout de rythme et de mouvement. On croit que notre musique est triste. Elle ne l'est pas. On l'a rendue triste. Lorsqu'on parle de musique classique, cela signifie qu'elle doit conserver sa nature, mais évoluer avec le temps."

## Biographie

### Jeunesse
Mohammad Shams débuta la musique à l'âge de cinq ans sous l'impulsion de son père.
À l'âge de dix ans, il s'initia à la musique classique au sein du conservatoire national de Téhéran. D'emblée, il s'avéra que Mohammad Shams avait un talent inouï pour la musique étant donné qu'il avait l'oreille absolue. De plus, dès l'âge de quatorze ans, il composa son premier œuvre pour orchestre symphonique.
À l'âge de dix-sept ans, il intégra le Grand Orchestre de la radio de Téhéran en tant que violoniste. Puis, il le dirigea après la révolution iranienne.

### Un artiste en exil
Néanmoins, l'avènement du régime islamique en Iran aboutit durant ses premières années à l'interdiction de la musique. Le régime des mollahs avait dissout les orchestres et fermé les conservatoires.

### Œuvres
- Suite Persane
- Shad Bash
- Fantazie Shooshtari
- Khalidje Fars
- Kooch
- Mano Hichkas
- Pishbaz Azadi
- Shab

## Études
- 1974 : baccalauréat, Grande école nationale de musique de Téhéran
- 1979 : licence en musicologie, Grande école nationale de musique de Téhéran

## Expériences professionnelles
- 1972-1979 : Violoniste du Grand Orchestre de la Radio de Téhéran
- 1979-1981 : Compositeur-arrangeur et chef d'orchestre, Radio Télévision iranienne.
- 1981-1985 : Composition de la musique de 3 longs métrages iraniens. Plus de 50 arrangements pour piano et orchestre.
- 1985-1992 : Plusieurs concerts : Le Havre, Blois, Université de Caen…
- 1992-1995 : Compositeur et chef d'orchestre, Association Noavaran, Allemagne.
- 1995-1997 : Compositeur, Association Culture en liberté, France.